# 威廉·布魯姆
威廉·亨利·布魯姆（英語：William Henry Blum，1933年3月6日—2018年12月9日）是一名美國記者和作家，撰寫了不少批判美國外交政策的書籍。

## 生平
出生于紐約市布魯克林區，其家人是波兰移民。
布魯姆在伯魯克學院獲得了會計學學士學位。曾先後在IBM公司和美国国务院擔任程式設計師。起初布魯姆是一名反共主義者，並夢想成為外交官，但在越南戰爭爆發後，讓他改變了想法，最終在1967年辞去了在国务院的工作。1966年，他成立了地下報紙《華盛頓自由報》。1969年，他在書中披露了兩百多名中情局职员的姓名和地址。
1972年至1973年間，布魯姆在智利報導了阿葉德政府的社會主義實驗，並見證了阿葉德被美國支持的軍事政變推翻。在1970年代中期，布魯姆曾與前中情局官員费利佩·阿吉合作揭露中情局犯下的非法行為。
布魯姆撰寫了不少批判美國外交政策的書籍。他在1995年出版的《扼杀希望：美国军队和中情局自二战结束以来的干预行动》（非正式譯名）曾被學者諾姆·杭士基肯定。
2002年，布魯姆和其他反戰人士聯名《纽约时报》上刊登广告，反對美國入侵伊拉克。2006年，布魯姆本欲赴古巴參與哈瓦那国际书展推廣自己的著作《扼杀希望》，但美國政府拒绝了他的签证申请。
蓋達組織首領奧薩瑪·賓·拉登在2006年1月19日播出的一段演講中，提及了布魯姆的著作《誰是無賴國家》：「如果布希決定繼續推行其謊言和鎮壓的話，那你們去讀讀《誰是無賴國家》這本書是很有用的」，除此之外還援引了布魯姆在別書中的一段話。這使布魯姆在短時間成為媒體關注的話題，接受了不少媒體的採訪。布魯姆表示：「如果他（賓·拉登）和我一樣，極度厭惡美國外交政策中的某些方面，那麼我不會介意他對我這本書的評價和認可。他贊同我的那些觀點，這樣很好，我對此並不厭煩。」
2003年4月1日至2018年9月20日間，布魯姆每月發行免費的電子郵件通訊，名為《反帝國報告》（Anti-Empire Report）。
2018年10月4日，他在位於華盛頓特區的住所內跌倒，被送醫治療。12月9日因腎衰竭去世，享年85歲。

## 外部連結
- 官方网站 （英文）
- 威廉·布魯姆的X（前Twitter） （英文）
- 威廉·布魯姆在互联网电影资料库（IMDb）上的資料（英文）